# L'Ermitage d'Ahuillé
 (janvier 2019).
L'Ermitage d'Ahuillé est un lieu-dit de la commune d'Ahuillé en Mayenne, anciennement dans le comté de Laval.
Située à égale distance des communes d'Ahuillé et de Saint-Berthevin, les ruines situées à l'Ermitage s'élèvent peu à peu dans une clairière de la forêt de Concise. En cet endroit, un ermitage était déjà mentionné vers 1130, sous le nom de Ecclesia Sancti Laurentii in foresta Concisa.
Depuis l'époque de Pierre-Jean Le Corvaisier un célèbre polygraphe français,[pas clair] le lieu est peu médiatisé et il se trouve non loin de l'ancienne commune de Saint Gault qui avait donné son nom à cet endroit bien avant la fondation d'un prieuré bénédictin.
Un prieuré bénédictin a remplacé le petit ermitage vers le IIIe siècle. Celui-ci fut concédé par Guy III de Laval à l'abbaye de Vendôme. Guy d'Étampes, évêque du Mans, déclara l'avoir confirmé à cette abbaye de 1130 à 1135 et consacré sous le nom de l'église de l'Ermitage de Saint-Laurent, sous le règne de frère Mathieu, son premier prieur.
Les biens de cette communauté comprenaient les métairies de l'Ermitage et de la Motte-Agnès et le bois de haute-futaie, appelé le « Plesse-au-Prieur ». D'une superficie de 25 journaux, ce bois fut défriché en 1659 ; le prieur en possédait les deux tiers et le seigneur de Laval le reste.
Le temporel jouissait également d'un fief mouvant « censivement » du comté de Laval, d'une rente hebdomadaire d'un boisseau de froment acquittée par les meuniers des Trois-Moulins de Laval et d'une "penne d'agneaulx" due par le seigneur de la Coconnière et estimée à 24 sols. Au XVIIIe siècle, ce prieuré s'affermait de 150 à 275 livres. Le dernier prieur de l'Ermitage fut Louis Barreau de La Touche.
Une chapelle dédiée à saint Laurent fut édifiée à proximité du prieuré. Le 10 août 1567, le curé de Courbeveille, Gaspard Duplessis, y mourut, massacré à l'intérieur de ses murs.
Chaque année, une assemblée se tenait régulièrement autour du petit sanctuaire. Les habitants d'Ahuillé s'y rendaient à la Saint-Marc. Au XVIIe siècle, on y célébrait un office par semaine jusqu'au jour où l'abbaye de Vendôme abandonna la jouissance du bénéfice au prieuré Saint-Clément de Craon, en 1720. Le service devait alors être réduit à un office annuel. Attenant aux dépendances de la ferme, le sanctuaire existe encore de nos jours. Il abritait une statue de saint Laurent. La chapelle et ses dépendances immédiates furent vendues comme bien national le 25 juin 1791 à M. Péan, marchand à Laval. Les ruines sont réduites et réunissent un lambeau d'escalier et quelques pierres enfouies dans la végétation, sur un talus qui surplombe un étang. C'est ce qui reste d'un ancien château qui fut bâti sur l'emplacement de l'ancien prieuré et qui servit comme carrière pour rempierrer les chemins aux alentours dans les années 1950.